# LCVP

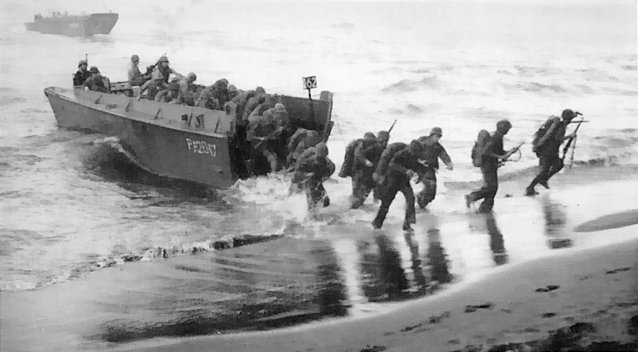
Marines desembarcando de una LCVP durante la Campaña del Pacífico.

LCVP (Landing Craft, Vehicle, Personnel), o barca Higgins fue una lancha de desembarco con rampa en la proa para un rápido desembarco que llegaba prácticamente hasta la playa, utilizada por los Marines y por el Ejército de Estados Unidos en las diversas operaciones anfibias que llevaron a cabo durante la Segunda Guerra Mundial, y que llevó el nombre en honor de su diseñador y constructor Andrew Jackson Higgins, un empresario de Nueva Orléans.

## Historia

### Requerimientos de EE.UU.
Tras la desaparición de la escuadra alemana del Pacífico a causa de su derrota en la Primera Guerra Mundial el Estado Mayor de la Armada de Estados Unidos señaló a Japón como la única potencia con la que podía haber un conflicto en el área, ya que se consideraba como sumamente improbable una guerra con Gran Bretaña. Esto planteó el problema de cómo llevar una guerra contra un enemigo que estaba a seis mil kilómetros de distancia al otro lado del océano. Así fue como el comandante del Cuerpo de Marines de Estados Unidos Earl H. ''Pete'' Ellis elaboró un memorando en 1921 en el que planteó que la estrategia a seguir era «la reducción y ocupación de las islas» en poder de los japoneses» y el «establecimiento de las bases necesarias en ellas». A partir de entonces empezaron a estudiarse todos los problemas que acarreaba la guerra anfibia y entre ellos se encontraba encontrar el medio más eficaz para llevar a cabo el desembarco en una costa en poder del enemigo.

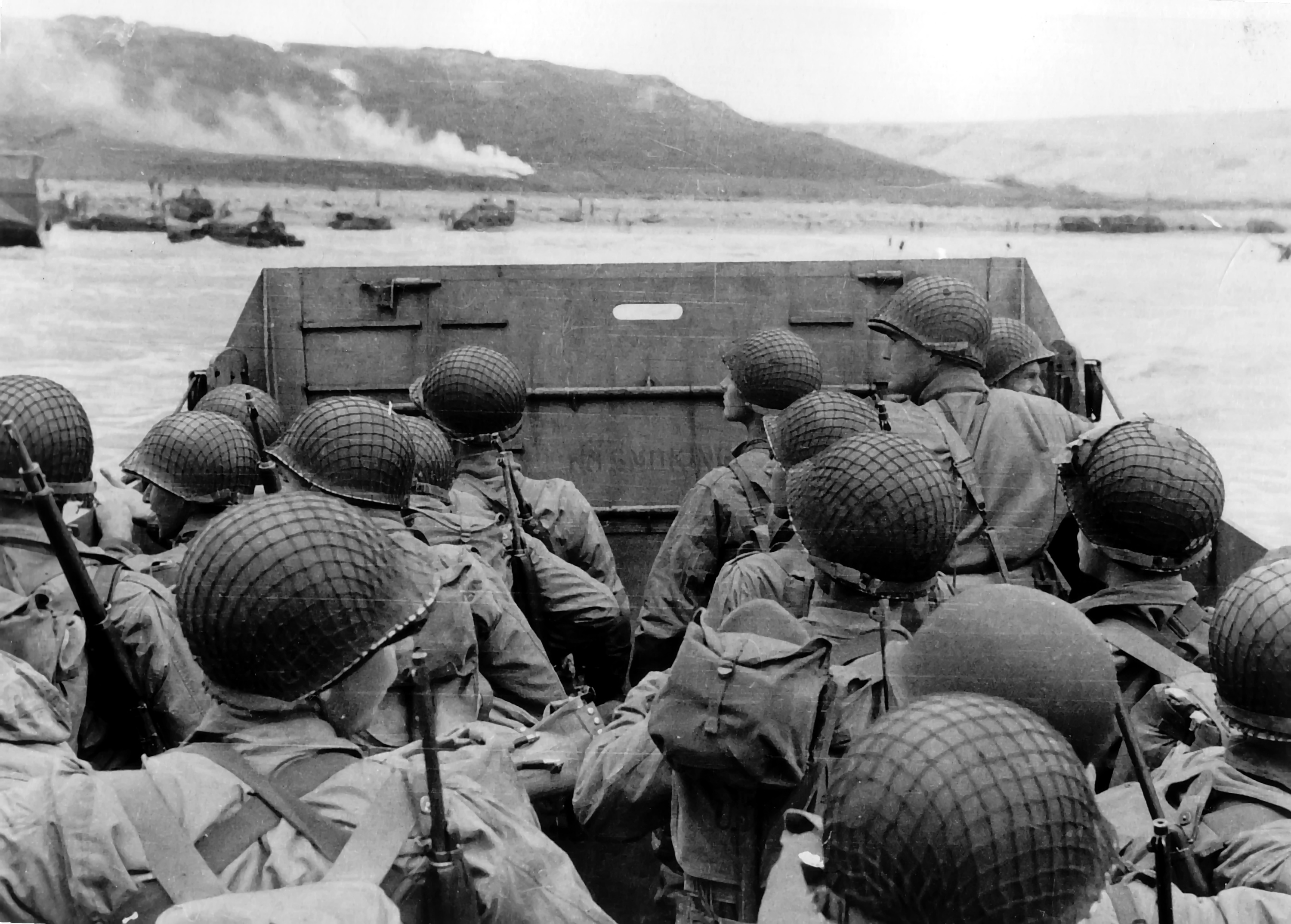
Soldados estadounidenses en una LCVP durante el desembarco de Normandía.

A finales de la década de 1930 se diseñaron diversos medios de desembarco. Uno de los primeros fue el vehículo de desembarco de tracción por orugas (LVT), inspirado en el tanque anfibio desarrollado diez años antes por el ingeniero estadounidense J. Walter Christie. El LVT era un vehículo anfibio con armamento frontal, pero los primeros modelos mostraron muchas carencias, por lo que se buscaron otras alternativas. Una de ellas culminaría con la creación de la lancha de desembarco LCVP.

### Diseños de Higgins
La LCVP fue diseñada por el industrial e inventor Andrew Higgins que la dotó de un fondo plano como los botes que se usaban en los pantanos de los Everglades del Estado de Florida. Andrew Higgins comenzó su carrera en el negocio de la madera, pero poco a poco se dedicó a la construcción de barcos para tramperos, transportistas y para perforaciones petrolíferas en Louisiana. Las dificultades financieras de la empresa de Higgins y su asociación con los militares coincidió con la derogación de la prohibición de bebidas alcohólicas. El interés de la Armada en sus barcos fue providencial, ya que Higgins no mostró ser un buen gestor de su empresa. El Cuerpo de Marines estaba interesado en mejorar el desembarco de tropas en playas y por este motivo mostró interés en la lancha de Higgins. En 1938 la Armada y la Infantería de Marina probaron el prototipo Eureka diseñado por Higgins en 1926, una lancha de poco calado que se utiliza en pantanos, ciénagas y marismas. La lancha podía operar en sólo 18 pulgadas de agua, atravesando la vegetación, troncos y desperdicios sin obstruir su hélice. 

### Adopción en servicio
Un primer prototipo denominado LCP (landing craft personnel) gustó a los militares en los ejercicios y pruebas de desembarco de la flota en febrero de 1939. La falla era que, el desembarco se hacía por los laterales y los soldados quedaban expuestos al fuego enemigo. Luego supo que los japoneses estaban utilizando en China lanchas de desembarco de la clase Daihatsu con la rampa en la proa y a petición de la Infantería de Marina, Higgins agregó a su diseño, la rampa en esa posición y sustituyó la proa de madera sólida por una rampa para que las tropas pudieran abandonar rápidamente la lancha. Eso permitió hasta transportar y desembarcar un vehículo pequeño. 
Así con esas modificaciones, nació el LCVP, en 1941 que tenía una dimensión de 11 metros de largo por 3.4 m de ancho, equipadas con motores diésel, que alcanzaban velocidades hasta de 12 nudos, con carga de 3.6 toneladas y hasta 36 personas, con muy poco calado y la hélice protegida de la arena con un medio túnel; a su vez incluía ametralladoras en la parte trasera de la embarcación, con sus partes laterales y trasera hechas de tableros contrachapados, rampa de acero en la parte delantera la cual podía bajar en menos de 3 minutos y realizar un pronto el desembarco, teniendo la ventaja de que la fuerza de las olas, favorecía el cierre estanco de la rampa, según avanzaba la lancha. Así daban la vuelta y podían regresar por otro carga para desembarque. 
Como pudo trasportar a más hombres que, los vehículos de desembarco de tracción por orugas -LVT-, fue producida utilizada hasta 22,492 lanchas en las grandes operaciones de desembarco de la Segunda Guerra Mundial, tanto en el campaña de operaciones europea como en la campaña del Pacífico.